# Humorklassiker
Humorklassiker: Åsa-Nisse och Lilla Fridolf var en serietidning som utgavs av Egmont 2007–2016. Humorklassiker var en sammanslagning av tidningarna Åsa-Nisse och Lilla Fridolf. Den sammanslogs i sin tur med 91:an kavalkad och i den nya tidningen Humorkavalkad, som utgavs åren 2017–2023.